# DIALux

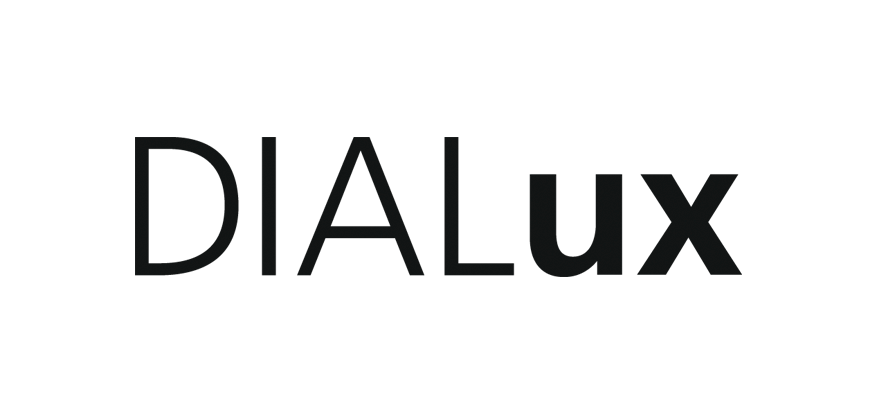
Logo DIALux

Logo programu Dialux

DIALux – stworzone przez niemiecką firmę DIAL GmbH oprogramowanie służące do projektowania oświetlenia. W 2015 roku Międzynarodowa Komisja Oświetleniowa potwierdziła wysoką miarodajność wyników programu w wersji DIALux 4.12 oraz DIALux EVO 4.1 z uwzględnieniem błędów dotyczących scen oświetlenia dziennego. Mimo błędów, przeprowadzane testy wskazują, że nawet w scenach oświetlenia dziennego, DIALux jest wiarygodnym programem do kalkulacji światła. Poza samym wykonywaniem kalkulacji fotometrycznych posiada szereg zalet takich jak tworzenie wizualizacji, rendering światła, czy eksport układu lamp do plików typu CAD.

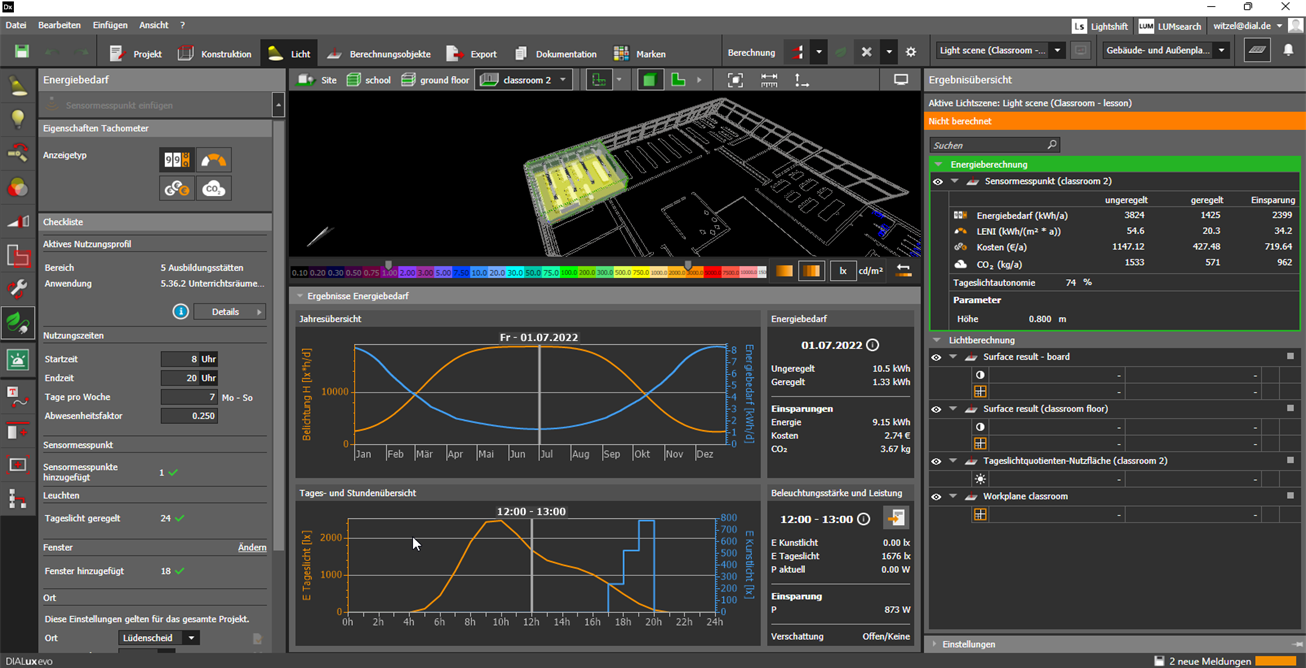
Ocena zużycia energii i oszczędzanie z wykorzystaniem światła dziennego
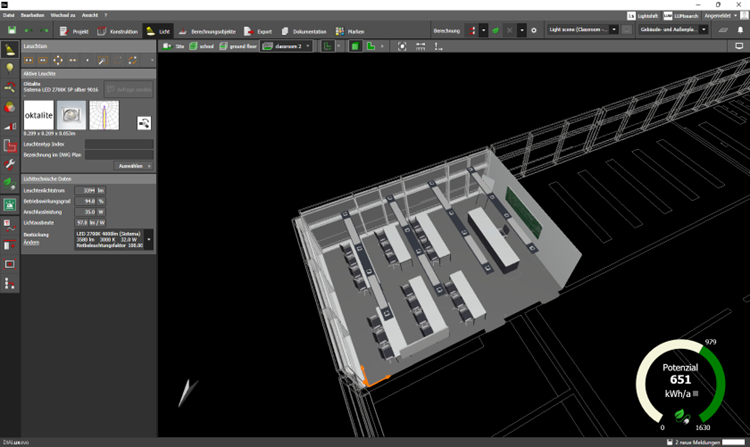
Planowanie oświetlenia na przykładzie sal lekcyjnych
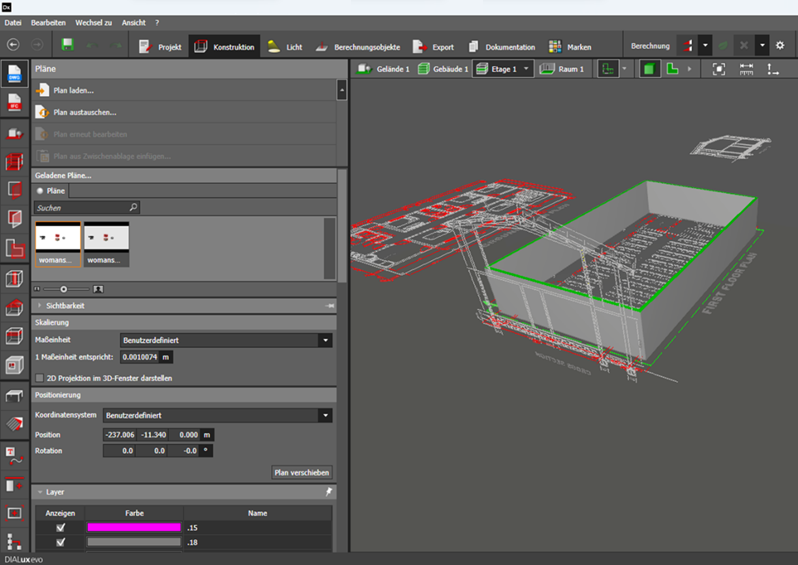
Konstrukcja w DIALux evo z wykorzystaniem planów DWG
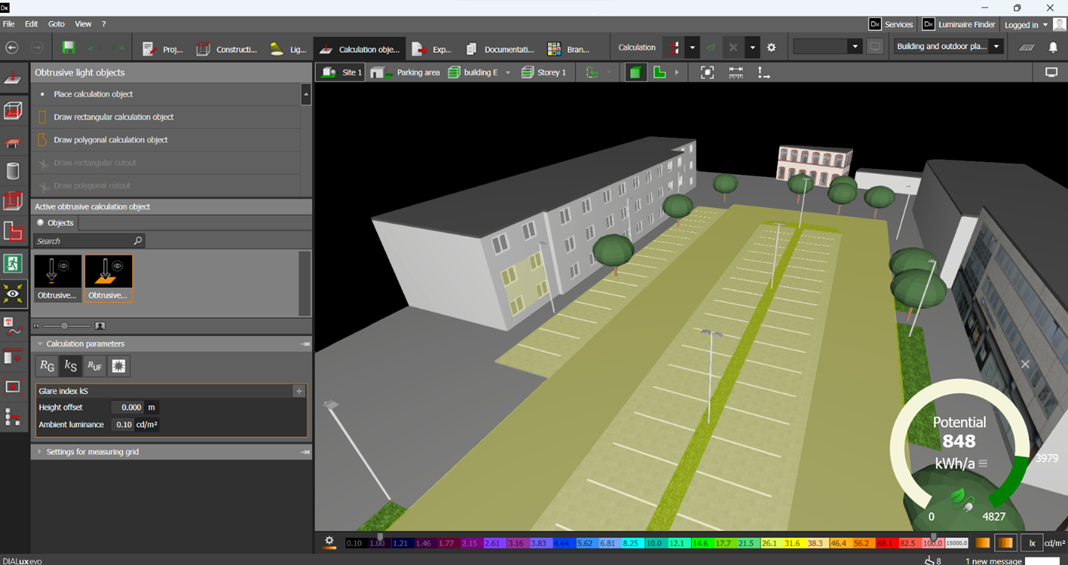
Scena plenerowa w DIALux evo

## Historia i rozwój programu
Za powstaniem oprogramowania DIALux stoi firma DIAL, która założona została w 1989 roku w Niemczech i od tego momentu zajmuje się światłem, projektowaniem i automatyką budynkową. DIAL posiada także oddziały we Włoszech, USA i na Tajwanie. Główną gałęzią rozwoju firmy do dziś jest rozwijanie programu, w najnowszej wersji znanego jako DIALux EVO.
Pierwsza wersja programu wypuszczona została w 1994 roku. Przez lata program był rozwijany i dodawano do niego nowe funkcje, dochodząc finalnie do wersji programu DIALUX 4.1. Ogłoszono wtedy jego następcę, czyli program DIALux EVO w wersji 1.0, który do użytku został wypuszczony w 2012 roku. Wersja EVO została oparta na całkowicie nowym silniku graficznym, nowym interfejsie i funkcjach. Jako że większość projektantów przyzwyczajona była do poprzedniej wersji programu, aby ułatwić przejście z wersji pierwotnej na wersję EVO przez jakiś czas pobrać można było ze strony firmy:
- oryginalny program DIALux – dla osób nie chcących przechodzić na nową, nie do końca stabilną jeszcze wersję lub dopiero uczących sie podstaw projektowania;
- nową wersję Dialux EVO – dla projektantów, którzy chcieli przejść juz na nową wersję i zacząć się z nią zaznajamiać;
- LDT Editor – do edycji plików fotometrycznych

Możliwość pracy na obu wersjach programu była okresem przejściowym, jednak z czasem główną wersją programu stał się DIALux EVO, który posiadał znacznie więcej możliwości, niż swój poprzednik.

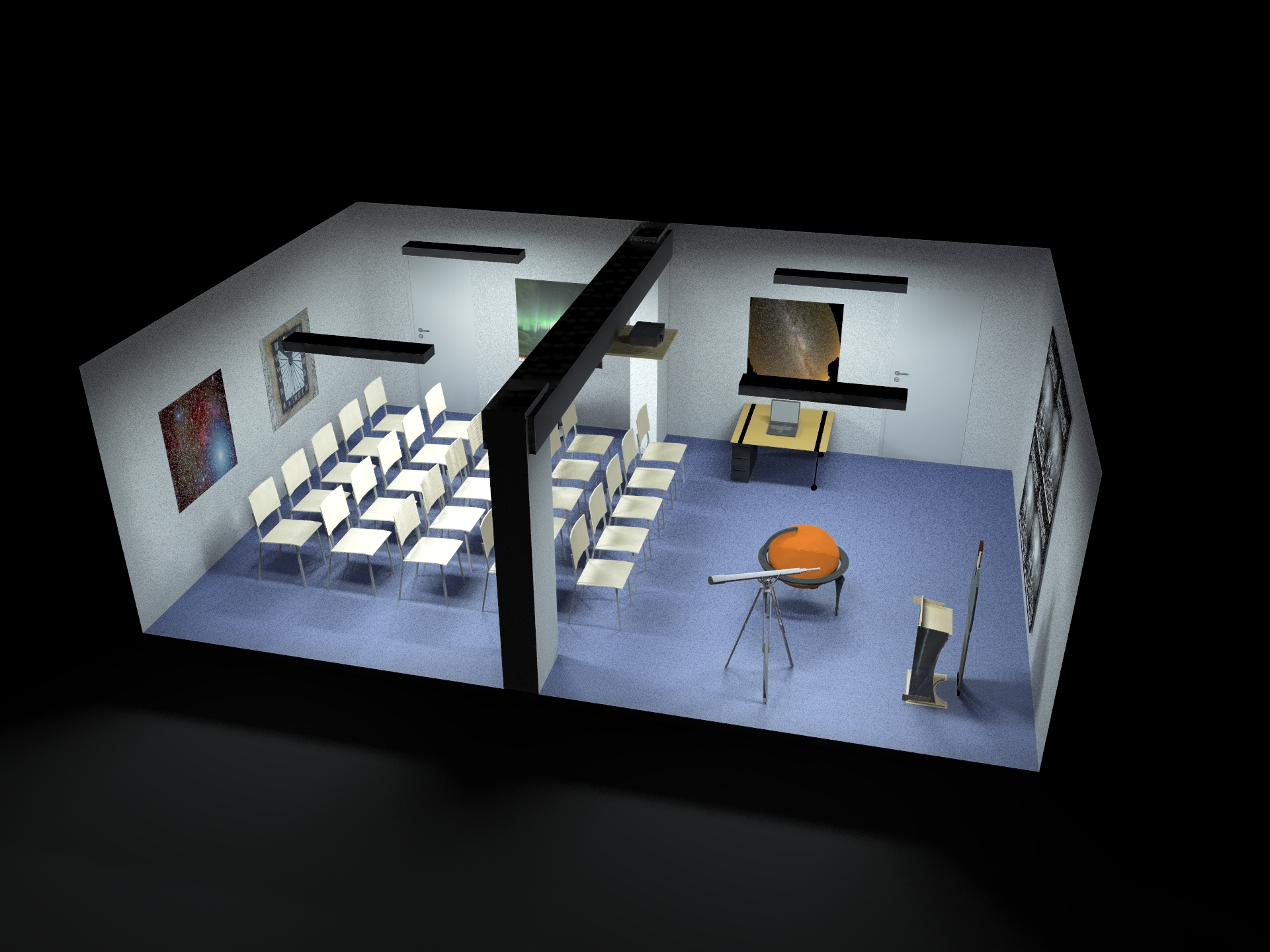
Wizualizacja projektu oświetleniowego w programie DIALux EVO

Przełomem okazała się wersja programu EVO w wersji 12.0, której można używać w opcji bezpłatnej, oraz w wersji PRO. Wyposażyć się można w nią na zasadzie płatnej subskrypcji. Program w wersji 12.0 udostępniony został w 26 językach i posiada w swojej bazie oświetleniowej kilkuset producentów jak choćby PHILIPS, czy V-TAC. Dzięki temu wykonać w nim można praktycznie dowolny projekt.

## Funkcje i możliwości
DIALux jest programem do symulacji i projektowania oświetlenia. Pozwala na tworzenie modeli 3D pomieszczeń, całych budynków, a nawet krajobrazów. Dzięki temu pozwala on na projektowanie oświetlenia głównego w budynkach, oświetlenia awaryjnego, oświetlenia placów, czy nawet oświetlenia drogowego. Wykonać można w nim cały proces projektowy:
- stworzenie modelu 3D;
- wprowadzenie źródeł światła;
- przeprowadzenie symulacji fotometrycznej;
- stworzenie wizualizacji oświetlenia;
- wygenerowanie raportu;
- eksport do pliku CAD

Możliwości programu sprawiają, że jest często stosowany do analiz oświetlenia takich jak choćby weryfikacja obiektów pod względem zanieczyszczenia światłem. Ze względu na zaawansowane obliczenia, które potrafi wykonać program DIALux, stosować go można również w innych przypadkach takich jak np. symulacji radiacyjnego przekazywania ciepła. 

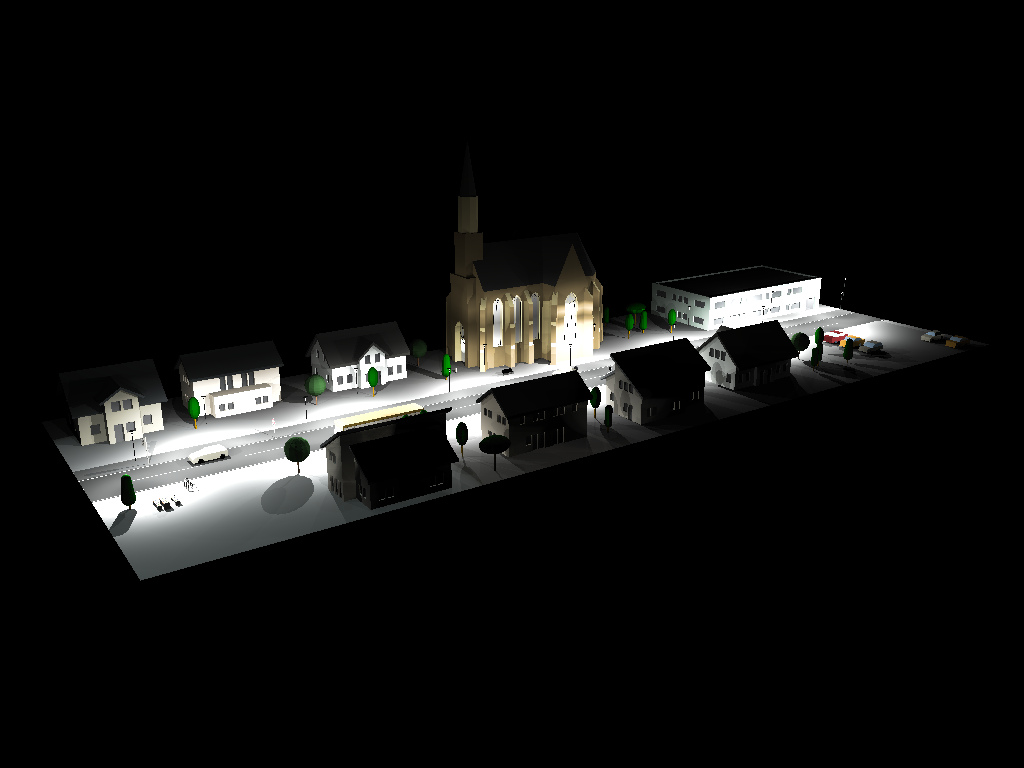
Wizualizacja oświetlenia zewnętrznego w programie DIALux EVO

Program stale się rozwija i oprócz podstawowych funkcji ma wiele przydatnych narzędzi. Wraz z rozwojem programy pojawiły się w nim m.in. analizy energooszczędności, symulacje różnorodnych scen oświetleniowych uwzględniających światło dzienne, czy zaawansowany rendering z Raytracingiem światła.

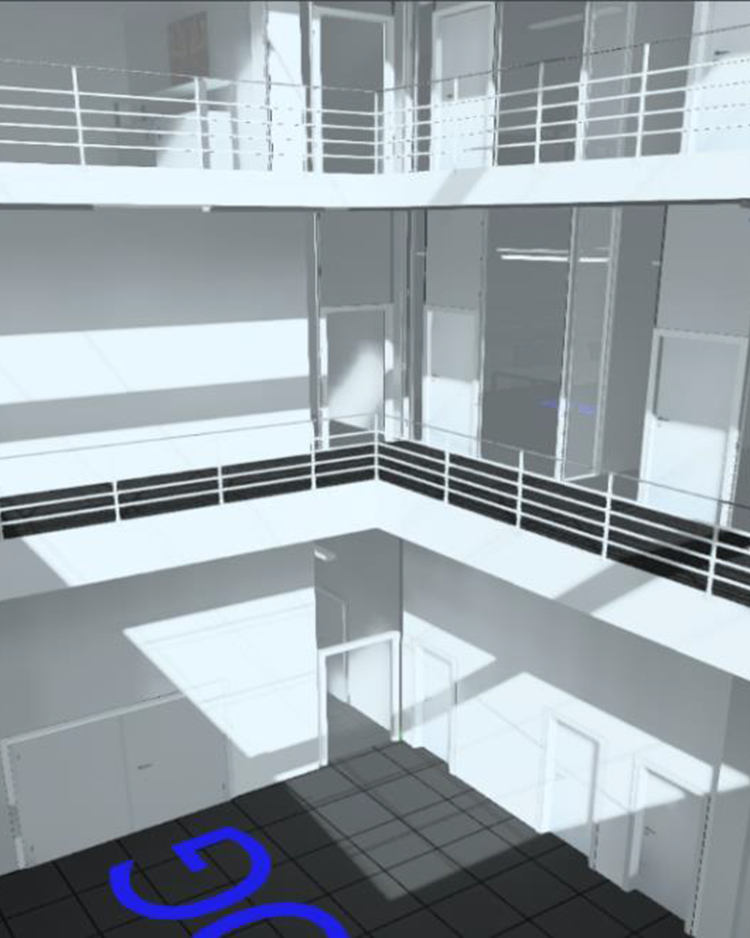
Wizualizacja Wizualizacja światła dziennego za pomocą DIALux Evo

Począwszy od wersji DIALux EVO 12.0 mocno rozwijana jest płatna wersja programu PRO, która obejmuje dodatkowe funkcje. Umożliwia ona dodatkowo:
1. Import i eksport plików BIM/IFC. Pozwala to na import gotowych modeli 3D np. budynków. Pozwala to pominąć cały etap przygotowania modelu w projekcie.
2. Export dokumentacji w wielu formatach takich jak.doc,.xml,.csv.
3. Możliwość edycji i stworzenia indywidualnego layoutu dokumentacji generowanej przez program.
4. Możliwość stosowania w projektach lamp spoza bazy producentów współpracujących z DIAL.

W przyszłości wersja PRO ma być wzbogacona o dodatkowe atuty i możliwości.
Bezpłatny kurs podstawowy DiaLux free basic course(angielski) stanowi dobre wprowadzenie do programu i jego funkcji.

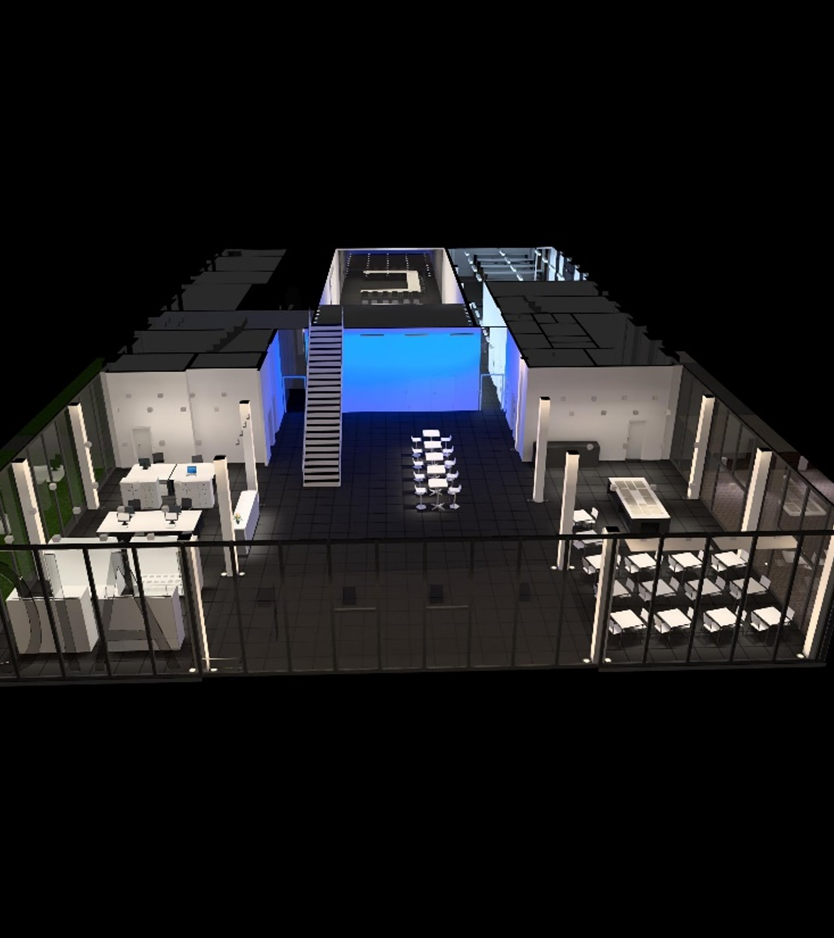
Planowanie całych pięter i budynków za pomocą DIALux Evo. Wizualizacja za pomocą wbudowanego ray tracingu.